# Kevin Phillips (labdarúgó)
Kevin Mark Phillips (Hitchin, 1973. július 25. –) angol labdarúgó,csatár.

## Pályafutása

### Kezdeti évek
Phillips 1991-ben kezdett futballozni a Southampton ifiakadémiáján. Akkor még szélső hátvédként szerepelt. Egy év múlva elküldték, majd a félprofi Baldock Townhoz igazolt. Az ottani edzők hamar rájöttek, hogy remek érzéke van a góllövéshez, így csatárként játszatták tovább. Olyan jól szerepelt, hogy csapata hamar a bajnokságba élbolyába került és a kupákból is sorra ejtette ki ellenfeleit. Teljesítményével a Watford figyelmét is felhívta magára.

### Watford
1994. december 19-én a Watford 10 ezer fontért igazolta le. A csapatot sújtó sérüléshullám miatt Glenn Roeder menedzser kénytelen volt hamar bevetni az első csapatnál. Hamar bebizonyította, hogy rendkívül gólérzékeny. Az 1995/96-os szezonban remek formában volt, de szerencsétlen módon olyan súlyosan megsérült, hogy körülbelül egy évig nem játszhatott. Visszatérése után nem sokkal úgy tűnt, az Ipswich Townhoz igazol majd, de a csapatok végül nem tudtak megegyezni a vételárában. Végül a Sunderlandhez került.

### Sunderland
Phillips 1997 nyarán a Sunderlandhez szerződött. A piros-fehérek 600 ezer fontot fizettek érte. Nem indult jól az ottani pályafutása, a másodosztályú gárda rosszul teljesített, őt pedig folyamatosan sérülések hátráltatták. Nem sokkal később azonban formába lendült és hét egymást követő bajnokin gólt szerzett.
Az 1998/99-es szezont jó formában kezdte, góljaival ő is hozzájárult ahhoz, hogy a Sunderland már hamar a másodosztály tabellájának élére került. Egy Leicester City elleni Ligakupa-meccsen megsérült, ami miatt négy hónapot ki kellett hagynia. 1999 januárjában, a Queens Park Rangers ellen tért vissza és látványos gólt szerzett, de időre volt szüksége, mielőtt visszanyerte volna régi formáját. Áprilisban öt gólt szerzett egy Bury elleni mérkőzésen. Az idény végén a Fekete Macskák feljutottak a Premier League-be.
Több szakértő is arra számított, hogy Phillips szenvedni fog az élvonalban, ehhez képest 30 bajnoki gólt lőtt, amivel az Európai aranycipőt is megnyerte. A Sunderland hetedik helyen zárt, kis híján kvalifikálva magát az UEFA-kupára. A 2000/01-es idényben is hetedik lett a csapat, melynek Phillips továbbra is fontos tagja volt. A szezon során volt egy rossz sorozata, amikor két hónapig nem szerzett gólt, de az átok egy Charlton Athletic elleni mérkőzésen megtört.
A következő évad már sokkal rosszabbul alakult a Sunderland számára, mindössze annak köszönhették bennmaradásukat, hogy az utolsó fordulóban 1-1-et játszottak a Derby Countyval, az Ipswich Town pedig 5-0-s vereséget szenvedett a Liverpool ellen. Phillips sem érezte már jól magát a csapatnál, egyesek szerint kérte átadólistára helyezését, de a piros-fehérek nemet mondtak. A 2002/03-as szezonban aztán nem kerülhette el sorsát a gárda és utolsóként kiesett a másodosztályba. Phillips ekkor döntött úgy, hogy távozik.

### Southampton
2003-ban ahhoz a Southamptonhoz igazolt, ahonnan fiatal korában elküldték. A Sunderland 3,25 millió fontot kapott érte. A Leicester City ellen debütált és szerzett is egy látványos gólt, amit később a hónap legszebb találatának is megválasztottak. A jó kezdés ellenére nem tudott olyan jó formába lendülni, mint korábbi csapatainál és nem tudott segíteni csapatának a kiesés elkerülésében. Szeretett volna a Premier League-ben maradni, így egy szezon után továbbállt.

### Aston Villa
Phillips 2005. június 29-én az Aston Villához szerződött, 1 millió font ellenében. Csakúgy, mint a Southamptonnál, itt is gólt lőtt már az első meccsén. Juan Pablo Ángel és Milan Baroš mellett ő volt a birminghamiek legfontosabb csatára. Sok Villa-szurkolóval megkedveltette magát, mikor győztes gólt lőtt a városi rivális Birmingham City ellen. Folyamatos sérülései miatt nem tudott állandó helyet szerezni magának a kezdőben, Martin O’Neill érkezése után pedig mennie kellett.

### West Browmich Albion
2006 nyarán 700 ezer fontért a West Bromwich Albionhoz került. A 2006/07-is idény utolsó napján mesterhármast lőtt a Barnsley ellen. Nagy szerepe volt abban, hogy csapata bejutott a másodosztály rájátszásának döntőjébe, ahol aztán 1-0-ra kikapott a Derby Countytól.
2007. szeptember 30-án két góllal vette ki a részét a Queens Park Rangers 5-1-es legyőzéséből. Ezután a Championship álomcsapatába is bekerült. 2008 márciusában, egy Crystal Palace elleni meccsen megszerezte pályafutása 200. bajnoki gólját. A 2007/08-is idény végén a West Brom feljutott a Premier League-be, de Phillips szerződése lejárt a csapattal, és úgy döntött, nem hosszabbít

### Birmingham City
A másodosztályban szereplő Birmingham City 2008. július 9-én egy két évre szóló szerződést ajánlott neki, melyet el is fogadott. A Sheffield United ellen debütált és rögtön győztes gólt szerzett. A következő két találkozón, a Southampton és a Barnsley ellen is betalált. November 21-én csereként állt be a Swansea City ellen, amikor csapata 2-1-es vesztésre állt. Két góljával 3-2-re módosította az állást és megnyerte a meccset a Birminghamnek. A gárda végül feljutott a Premier League-be.

## Válogatott
Annak ellenére, hogy klubjaiban jól szerepelt, Phillipsre sosem számítottak komolyabban az angol válogatottnál, és egyszer sem játszhatott végig egyetlen meccset sem a nemzeti csapatban. 1999-ben, Magyarország ellen debütált. A gólszerzéshez Málta ellen került a legközelebb, amikor megkerülte a kapust, de végül az oldalhálóba lőtt. A 2000-es Eb-n kerettag volt, de egy mérkőzésen sem kapott lehetőséget. Utoljára 2000-ben, Hollandia ellen játszott a válogatottban.

## Sikerei, díjai

### Sunderland
- Az angol másodosztály bajnoka: 1998/99

### West Bromwich Albion
- Az angol másodosztály bajnoka: 2007/08

### Egyéni
- Angol gólkirály: 1999–2000
- Európai aranycipő győztese: 1999–2000[1]